# Roxie (Mississippi)
Roxie ist eine Ortschaft im Franklin County, Mississippi, USA und liegt ca. 32 Kilometer südöstlich von Natchez. Das U.S. Census Bureau hat bei der Volkszählung 2020 eine Einwohnerzahl von 469 ermittelt.

## Geschichte
Roxie wurde 1886 auf einem Stück Ackerland gegründet, das County Supervisor John Q. Graves für diesen Zweck gespendet hatte. Ihm zu Ehren benannte man den Ort nach seiner neugeborenen Tochter Roxie. 1890 wurde der Ort eingemeindet.
Die Gründung Roxies diente in erster Linie der Errichtung eines neuen Verkehrsknotenpunkts der Eisenbahngesellschaft Yazoo and Mississippi Valley Railroad (1882–1946, später in der Illinois Central Railroad aufgegangen), die damit auch – neben der holzverarbeitenden Industrie – der wichtigste Arbeitgeber vor Ort war. Solange das Transportgeschäft florierte, galt das gleiche für Roxie. So gab es dort zu dieser Zeit mehrere Hotels, Geschäfte, eine Bank, kulturelle und schulische Einrichtungen sowie verschiedene Wirtschaftsbetriebe (z. B. Sägemühlen, Molkerei, Einsatz von Egreniermaschinen).
Die Bedeutung des Eisenbahnpersonenverkehrs ließ jedoch nach und in den späten 1980ern wurde die am Ort vorbeiführende Nord-Süd-Verbindung endgültig aufgegeben, so dass nur noch die Ost-West-Verbindung verblieb. Diese Entwicklung hatte auch negative Auswirkungen auf Roxie, Arbeitsplätze wurden abgebaut und Einrichtungen geschlossen, so gibt es heute beispielsweise keine Bankfiliale mehr im Ort.

## Verkehr
Roxie ist über die U.S. Route 84 und U.S. Route 98 erreichbar. Die nächsten Flughäfen liegen in Natchez und Jackson.
Auf den örtlichen Eisenbahnlinien der Illinois Central Railroad und Canadian National Railway findet heute ausschließlich Güterverkehr statt.

## Natur
Roxie befindet sich nahe dem Nationalforst Homochitto National Forest und bietet Touristen die Möglichkeit zum Camping, Jagen und Fischen.

## Bekannte Einwohner
Richard Wright (* 4. September 1908; † 28. November 1960), Autor von Romanen, Erzählungen und Essays wurde bei Roxie geboren